# Спостерігач (Пікар)
Спостерігач (Watcher) — четверта серія другого сезону американського телевізійного серіалу «Зоряний шлях: Пікар». Сценарій епізоду написали Джуліана Джеймс; Джейн Меггс, режисування Леа Томпсон. Перший показ відбувся 24 березня 2022 року.

## Зміст
Пікар доставляє Джураті до місця, де він здійснив аварійну посадку на «Ла-Серені»: Шато Пікар, покинуте наразі після Другої світової війни. Сьома і Раффі знаходять клініку — але Ріоса там вже нема. Вона попереджує — митники можуть змусити Ріоса «загубитися». В пустій кімнаті шато Жан-Люк переживає жахіття свого дитинства. Звучить «Non, je ne regrette rien». В розмові перед сном Джураті порівнює Пікара з детективом Діксоном Гіллом.
Сьома і Раффі їдуть в громадському транспорті. Вони примушують неформала вимкнути його магнітофон. Вранці Пікар переконує Джураті передати йому координати Спостерігача, які вона вкрала у королеви Борг.
Тут він знаходить Гуінан. Алк з іншої шкали часу — в якій CSS «World Razer» (той, який в іншій часовій лінії USS «Enterprise NCC-1701-D») ніколи не мав пригод, пов'язаних із відвідуванням Сан-Франциско в попередній часовій лінії. Це означає, що Гуінан ніколи раніше не зустрічався з Пікаром. При намаганні переконати Гуінан Жан-Люк отримує можливість спостерігати цівки зарядженого дробовика. Ріос був затриманий ICE. Раффі відвідує офіс поліції Лос-Анджелеса, щоб спробувати знайти його. Доброзичливий перехожий пояснює, що різні правоохоронні органи ще не використовують спільну базу даних — і «Христобал» може зникнути без сліду.
Жан-Люк намагається уникнути забруднення хронології, говорить занадто багато — це лише уповільнює процес. Коли він називає своє ім'я, Гуінан розуміє, що їй потрібно допомогти йому. Раффі та Сьома проникають у автомобіль поліції Лос-Анджелеса та проникають в систему ICE, де виявляють — Ріоса справді готуються депортувати. Після автомобільної погоні, яка ні до чого не привела, Джураті навігує їх до околиць, куди їде поліцейський автобус для депортації.
Пікар і Агнес дізнаються в розмові із Королевою, що зміна часової шкали, яку вони повинні запобігти, щоб уникнути темного майбутнього Конфедерації, відбудеться через три дні, 15 квітня 2024 року. Пікар транспортується до місця, яке Агнес дізналася від Королеви, і знаходить молодшу версію Гуінан, яка його ще не знає і планує покинути Землю після того, як розчарувалася в людстві.
Крістобаль в поліцейському відділку веде бесіду з лікаркою. Терезу, яка перебуває в країні на законних підставах, поліцейські відпускають. Ріос говорить поліцейському правду про себе — його сприймають за душевнохворого.
Джураті потрібна допомога королеви Борг, щоб відновити роботу систем «Ла-Сирени». Королева вважає Джураті неефективним індивідуумов, і в обмін на її допомогу Джураті пропонує дружбу в тій чи іншій формі — оскільки потрібна повністю ізольована людина, щоб пізнати відмінну. Королева погоджується.
Раффі і Сьома можуть відстежити автобус, на якому їде Ріос, за допомогою Агнес, яка обманом змушує Королеву покращити транспортні системи «Ла-Серени». Сьома різко зупиняє автомобіль — і транспортер переміщає їх до автобуса з Ріосом. Сьома і Раффі планують захопити автобус; вони шукають Ріоса, якого «ICE» і відправляє в охоронюваний район на кордоні США (імовірно з Мексикою).
Жан-Люк називає Гуінан своє прізвище — вона вражена і відразу починає допомагати йому. Гуінан відводить Пікара на лавку в парку в Лос-Анджелесі, де він зустрічається зі Спостерігачем. Після керування тілами кількох людей, щоб привести його до себе, Спостерігач виявляється (або виглядає точно такою) Ларіс але без характерних ромуланських вух. Вона проводить його через двері, які створені ніби з нічого. Після того, як Пікар відкриває своє ім'я та пояснює, що шукає Спостерігача, Гуінан приводить його до когось, хто також відомий як «Наглядач», і діє як «янгол-охоронець» для когось на Землі. Наглядач, який нагадує Ларіс, але виглядає людиною, телепортується разом з Пікаром.
Q в службовому одязі підходить і сідає за столика біля жінки, яка працює над запланованою пілотованою місією польоту NASA до Європи. вона читає книгу Трейсі Торме. Q з подивом виявляє, що не може змінити її долю — коли він виконує своє коронне клацання пальцями, щоб діяти власною волею, нічого не відбувається.
Зміни завжди приходять пізніше, ніж мали б

## Створення
Музичну тему до серіалу написав Джефф Руссо

## Сприйняття та відгуки
На сайті «Rotten Tomatoes» епізод отримав 86 % підтримки на основі відгуків 7 критиків.
В огляді «StarTrek.com» зазначалося: «Жан-Люк мав рацію. З Q та його силами щось не так. Здається, що Q намагається втрутитися в хронологію, інакше навіщо б йому там перебувати? Але тут відбувається щось більше — щось не так із Q. На кого працює Спостерігач Хто ця молода жінка? І нам просто доведеться продовжувати спостерігати, щоби розкрити, що це таке.».
«Den of Geek»: «Після кількох епізодів, які, власне, були дуже складними, нарешті з'явилося відчуття, що другий сезон „Зоряного шляху: Пікар“ готовий стартувати на високій швидкості із „Спостерігачем“. Екіпаж „Ла-Серени“ повернувся в часі до 2024 року. І перед ними стоїть завдання, яке потрібно виконати з помітними результатами. Знайти таємничого Спостерігача, який, імовірно, зможе допомогти їм виявити все, що пішло не так із часовою шкалою. І, таким чином, запобігти неприємності, запобігши падінню Землі в авторитарний пекельний стан, де Федерація перетворюється на організацію, яка потерпає від завоювань і геноциду.»
«Tor.com»: «Чесно кажучи, найкраща частина епізоду — це саме останні хвилини, оскільки вони дражнять — про щось набагато більше, що відбувається. Q спостерігає за молодою блондинкою, яка читає книгу (яка є ще одним минулим посиланням на Трек), у цьому випадку таємницею Діксона Гілла-Блідого сина, написана Трейсі Торме. І у Q, і у блондинки на одязі міститься логотип місії „Europa“. К'ю, як завжди, продовжує продукувати сумніви, хвилювання та інші подібні нісенітниці. А потім клацає пальцями — і нічого не відбувається. „Це неочікувано для спустошеного Q — і дуже прикро“.»
«TV Tropes» здійснює детальний розбір аналогій, неспівпадінь та недоречностей епізоду.
Лорі Ольстер з «TrekMovie.com» зазначено: "Бажаний елемент четвертого епізоду полягав у тому, щоб (переважно) прояснити всю таємницю Спостерігача. Після просування Гуінан нам представили Орлу Брейді у ролі Спостерігача — дуже схожу на Ларіс. А Спостерігач був описаний як «Наглядач» так само, як Гері Севен з епізоду другого сезону «Зоряного шляху» «Призначення: Земля». А також використовував той самий транспортний ефект, який використовував Гері Сьомий. Добре, що в серіалі не було зв'язки з цією таємницею. Ми досі не знаємо, яка місія цього Спостерігача, або чому вона виглядає так само, як Ларіс. Це не може бути просто випадковим збігом — особливо з огляду на нездатність Пікара присвятити себе стосункам, Ларіс є тригером усієї цієї теми «страху», і ймовірно, що саме через цнеї Q робить втручання."
На сайті «IMDb» станом на жовтень 2023 року епізод отримав 6.4 з 10 зірок схвалення при 3900 голосах.

## Знімались
| Актор             | Роль            |
| ----------------- | --------------- |
| Патрік Стюарт     | Жан-Люк Пікар   |
| Елісон Пілл       | Агнес Джураті   |
| Джері Раян        | Сьома-з-Дев'яти |
| Мішель Герд       | Раффі Музікер   |
| Орла Брейді       | Таллінн         |
| Сантьяго Кабрера  | Крістобаль Ріос |
| Джон де Лансі     | Q               |
| Енні Вершинг      | Королева Борг   |
| Медлін Вайз       | Іветт Пікар     |
| Іто Агаєре        | Гуінан          |
| Лейф Гантворт     | перший офіцер   |
| Пенелопа Мітчелл  | Рене Пікар      |
| Сол Родрігес      | Тереза Рамірес  |
| Хлоя Веппер       | Габі            |
| Карл Врайт        | Френсіс Пуга    |
| Оскар Камачо      | Педро           |
| Шейн Фріланд      | високий чоловік |
| Келлі Доен Генкок | офіцерка        |